# Зайдль, Антон
Антон Зайдль (нем. Anton Seidl; 7 мая 1850, Пешт — 28 марта 1898, Нью-Йорк) — австро-венгерский и затем американский оперный дирижёр.

## Биография
Родился в Пеште (ныне часть Будапешта). Интересоваться музыкой начал с раннего возраста. Учился на протяжении трёх лет в нормальной школе и на протяжении восьми лет в гимназии, в 15 лет поступил в Венгерскую национальную консерваторию, где изучал контрапункт под руководством Николитша; директором консерватории в то время был Ференц Лист. В 16-летнем возрасте принял решение стать священником, но затем всё же решил связать жизнь с музыкой. Два года провёл в университете, в это время выступая с песнями и композициями на общественных концертах.
В октябре 1870 года поступил в Лейпцигскую Консерваторию, где учился до 1872 года, когда был приглашён в Байройт для дирижирования одной из опер Вагнера. Проникнувшись вагнеровским духом, с 1872 по 1878 год проживал с композитором в Байройте и принял участие в первом Байройтском фестивале в 1876 году. Его репутация дирижёра существенно выросла, когда по рекомендации Вагнера, высоко ценившего его способности, в 1879 году он получил место в Лейпцигской опере, где оставался до 1882 года, когда отправился на гастроли с труппой «Кольца Нибелунга» Анджело Неймана, в общей сложности 135 раз дирижируя в различных городах Европы при постановке «Кольца…» и 50 других произведений Вагнера. В мае 1881 года на сцене берлинского Виктория-театра представил тетралогию о «Кольце Нибелунга».
Именно его дирижированию критики в значительной степени приписывали крупный успех трилогии о Нибелунгах в Театре Её Величества в Лондоне в июне того же года. В 1883 году Зейдль вместе с Нейманом отправился в Бремен, в августе 1885 года ненадолго перешёл в Немецкий театр в Праге, но почти сразу же был приглашён стать преемником Леопольда Дамроша в качестве дирижёра Метрополитен-Опера в Нью-Йорке; в том же самом году женился на Августе Краус, известной оперной певице (драматическое сопрано), певшей там же; до 1891 года дирижировал на постановках опер Вагнера в Америке, ещё не имевших в этой стране широкой известности. В 1891 году стал дирижёром нью-йоркской Филармонии, занимая этот пост до конца жизни; получил широкую известность в Америке, возглавив оркестр города Нью-Йорка. В 1886 году был одним из дирижёров в Байройте, а в 1897 году — в Ковент-Гардене, Лондон. Умер в Нью-Йорке.
- Эта статья (раздел) содержит текст, взятый (переведённый) из одиннадцатого издания «Британской энциклопедии», перешедшего в общественное достояние.